# Salix pyrifolia
Salix pyrifolia är en videväxtart som beskrevs av Anderss.. Salix pyrifolia ingår i släktet viden, och familjen videväxter. Inga underarter finns listade i Catalogue of Life.

## Bildgalleri

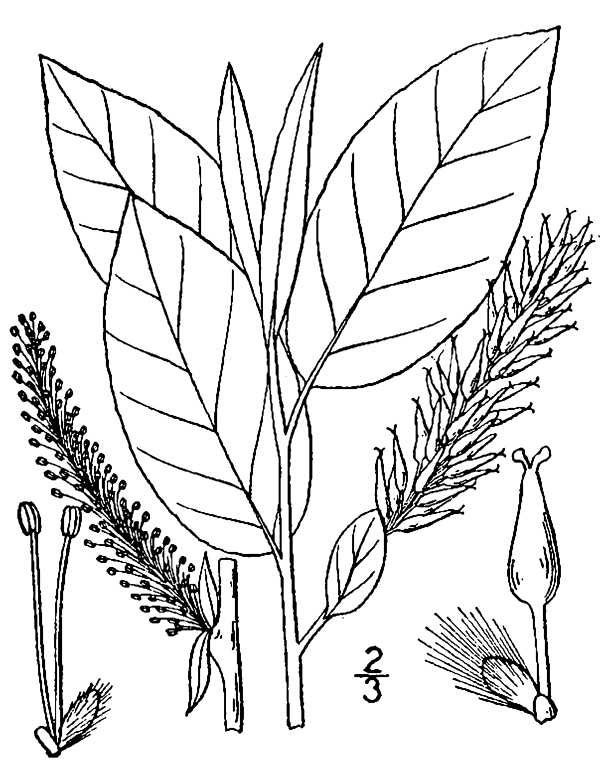